# Johann Ferdinand Mödlhammer

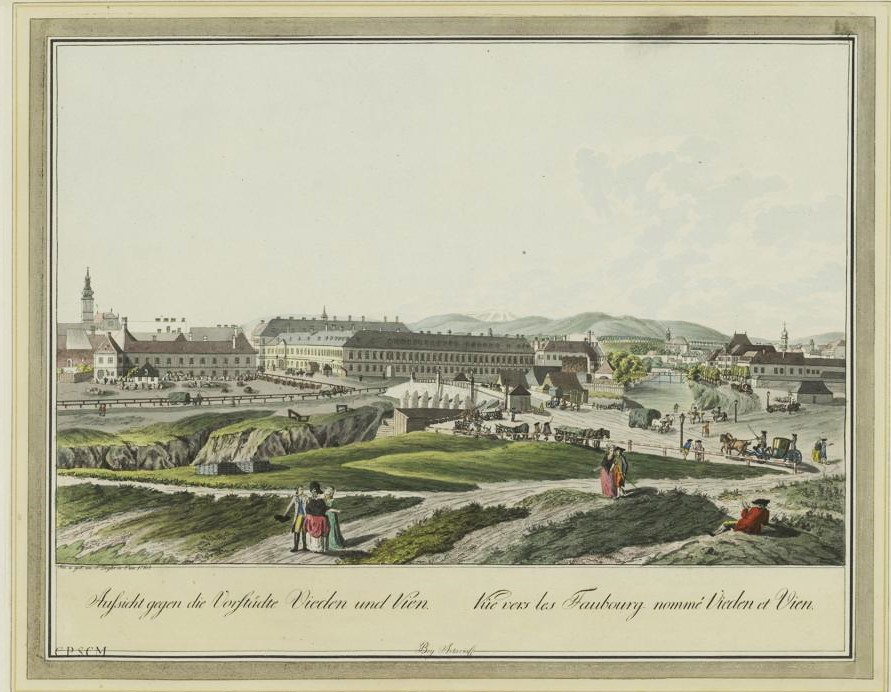
Starhembergisches Freihaus auf der Wieden 1780

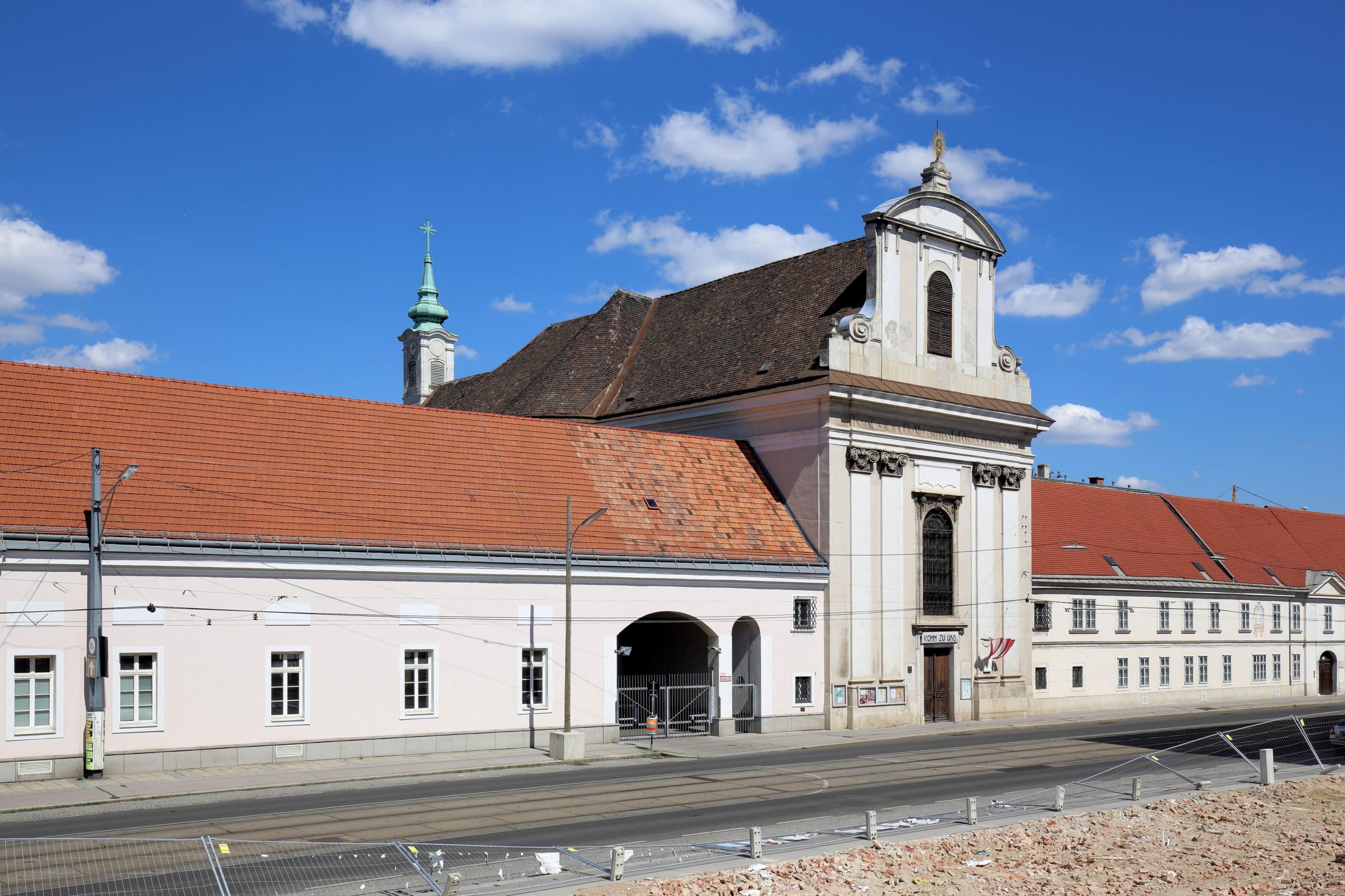
Ehem. Waisenhaus am Rennweg

Johann Ferdinand Mödlhammer (* 1714 in Wien; † 28. Juli 1777 ebendort) war Architekt, bürgerlicher und Hofbaumeister, sowie Fortifikations-Baumeister.

## Leben
Er wohnte im Haus „Zum Ackerpflug“. Das entspricht heute Alserstraße 47, 1080 Wien.

## Baumeister der Wiener Bauhütte
Meister Mödlhammer war 1763 und 1769 Obervorsteher der Wiener Bauhütte.
1779 erlangte Johann Georg Kornhäusel eine Stelle als Stadtbaumeister in Wien, als die Witwe des 1777 verstorbenen Wiener Baumeisters Ferdinand Mödlhammer ihre Befugnis zurücklegte. Peter Mollner wurde Fortifikationsbaumeister, und in dieser Aufgabe Nachfolger des Hofbaumeisters Ferdinand Mödlhammer.

## Werke

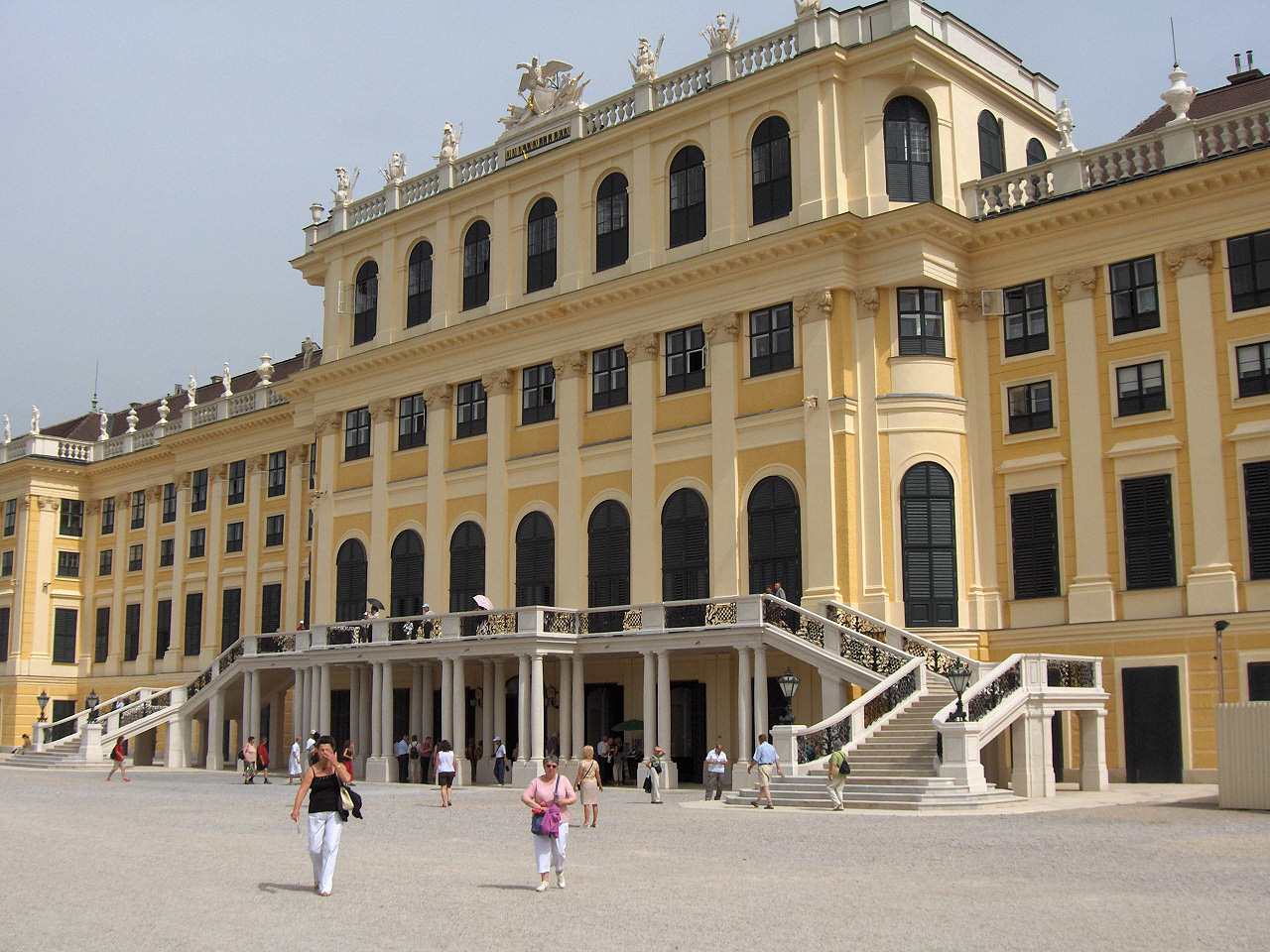
Schloss Schönbrunn gartenseitige Freitreppe

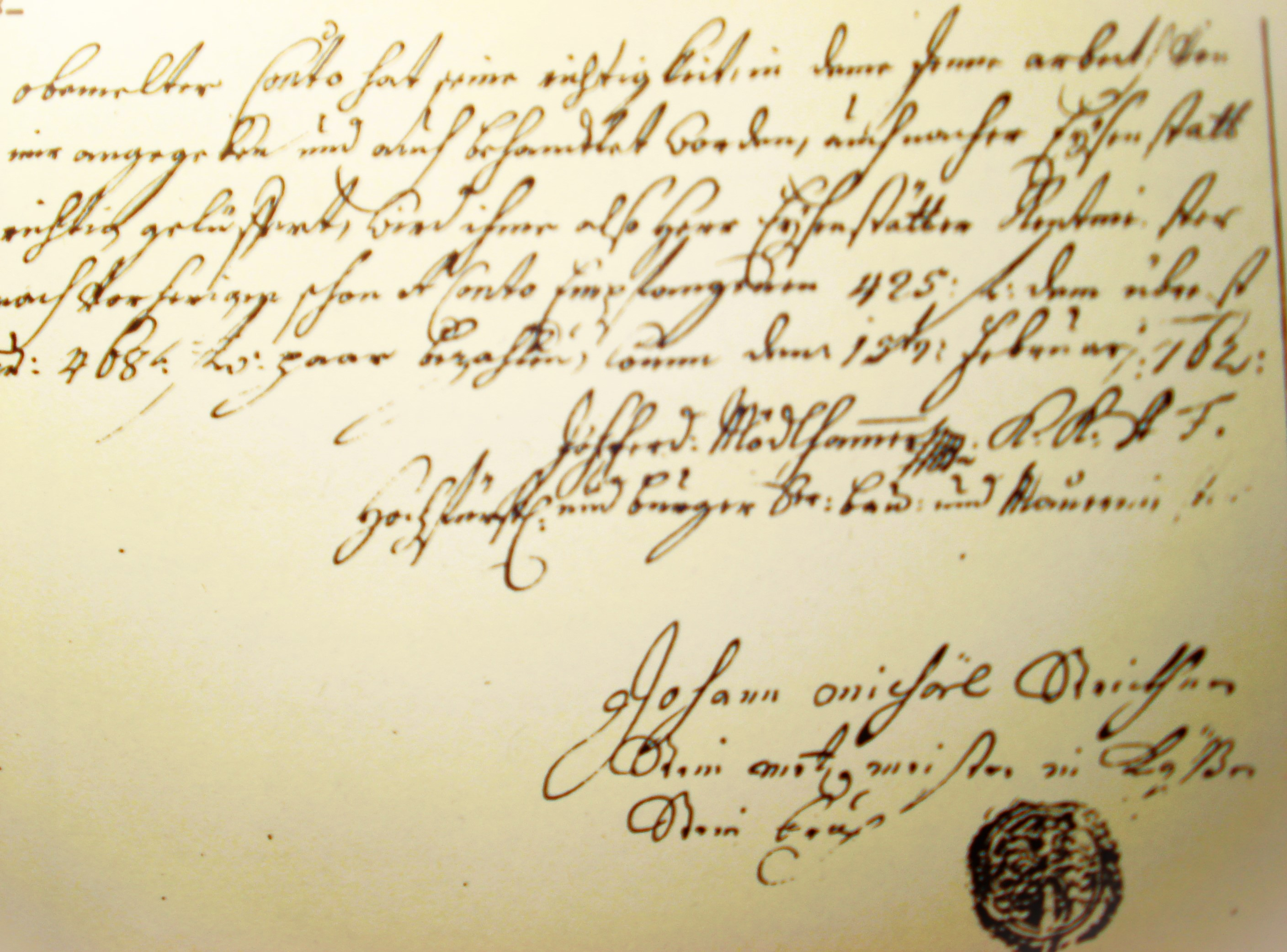
Schloss Esterházy Eisenstadt, Vertrag große Stiege 1762: k.k. hochfürstl. Baumeister Joh. Ferd. Mödlhammer u. Steinmetzmeister u. Richter von Kaisersteinbruch Joh. Michael Strickner

- Schloss Schönbrunn in Wien

Maria Theresia veranlasste Umbauarbeiten im Schloss Schönbrunn. Die Geheimen Zahlamtsbücher des Jahres 1753 belegen .. Ausgaab auf bezahlte k.k. Hofbauamts-Schulden von Anno 1750, 1751 bis letzten Decembris 1752 u. a. für die Steinmetzmeister: Matthias Winkler, Gabriel Steinböck, Johann Baptist Regondi und mit dem Oberbaumeister Nikolaus Pacassi der Baumeister Ferdinand Mödlhammer.
- Neues Schloss Kittsee, Burgenland

Fürst Paul Anton II. Esterházy ordnet 1752 die Erweiterung des Schlosses Kittsee an den Flügeln an, die nach vorgelegten Plänen ausgeführt wurden.Schloss Kittsee. Um 1760 wurde nach Mödlhammers Plänen gearbeitet.
- Palais Esterházy in der Wallnerstraße, Wien

Das Palais Esterházy wurde 1755 durch den Kauf von zwei benachbarten Häusern am Haarhof erweitert, und von Baumeister Johann Ferdinand Mödlhammer in einen Zubau zum bestehenden Palais integriert.
- St. Wenzelskirche in Břeclav, Mähren

Die gotische Kirche wurde 1756 durch einen barocken Neubau/Umbau ersetzt. Diese Kirche wurde im Zweiten Weltkrieg komplett zerstört. Danach Bau der heutigen Wenzelskirche in Břeclav. Pläne der barocken Kirche von Johann Ferdinand Mödlhammer im Stadtarchiv.
- Ehemaliger Tiergarten von Edelstal, Burgenland

Baumeisterarbeiten für Paul II. Anton Esterházy im Tiergarten Edelsthall 1757/1758. Rechnungen für Materialien, usw. als „Hochfürstlicher Baumeister“ unterschrieben.
- Spital von Forchtenau, Burgenland

Der Plan zeigt die zwei Geschoße des 1759 im Auftrag des Fürsten Paul Anton Esterházy nach dem Entwurf von Johann Ferdinand Mödlhammer errichteten herrschaftlichen Spitals (Alters- und Siechenheims) in Forchtenau.
- Burg Forchtenstein, Burgenland

Fürst Nikolaus I. ließ ab 1761 die Burg durch Ferdinand Mödlhammer generalsanieren. Die Bauschäden in Forchtenstein waren so gravierend, dass der alte Dachstuhl entfernt und das zweite Obergeschoß um gut 1,20 Meter erhöht werden musste.
- Freihaus auf der Wieden in Wien

Das Freihaus auf der Wieden brannte 1759 völlig ab. Der Neubau erfolgte durch den Artilleriefortifikations- und bürgerlichen Baumeister Johann Ferdinand Mödlhammer.
- Schloss Esterházy in Eisenstadt, Burgenland

Steinmetzmeister Johann Michael Strickner aus dem Kayserlichen Steinbruch lieferte 1760 die große Stiege des Schlosses, Leitung der fürstliche Baumeister Mödlhammer.
- Gusshaus auf der Wieden in Wien

Das Gusshaus auf der Wieden wurde 1763 von Artilleriebaumeister Ferdinand Mödlhammer als Kanonengießerei errichtet. Der Bau war 1770 vollendet.

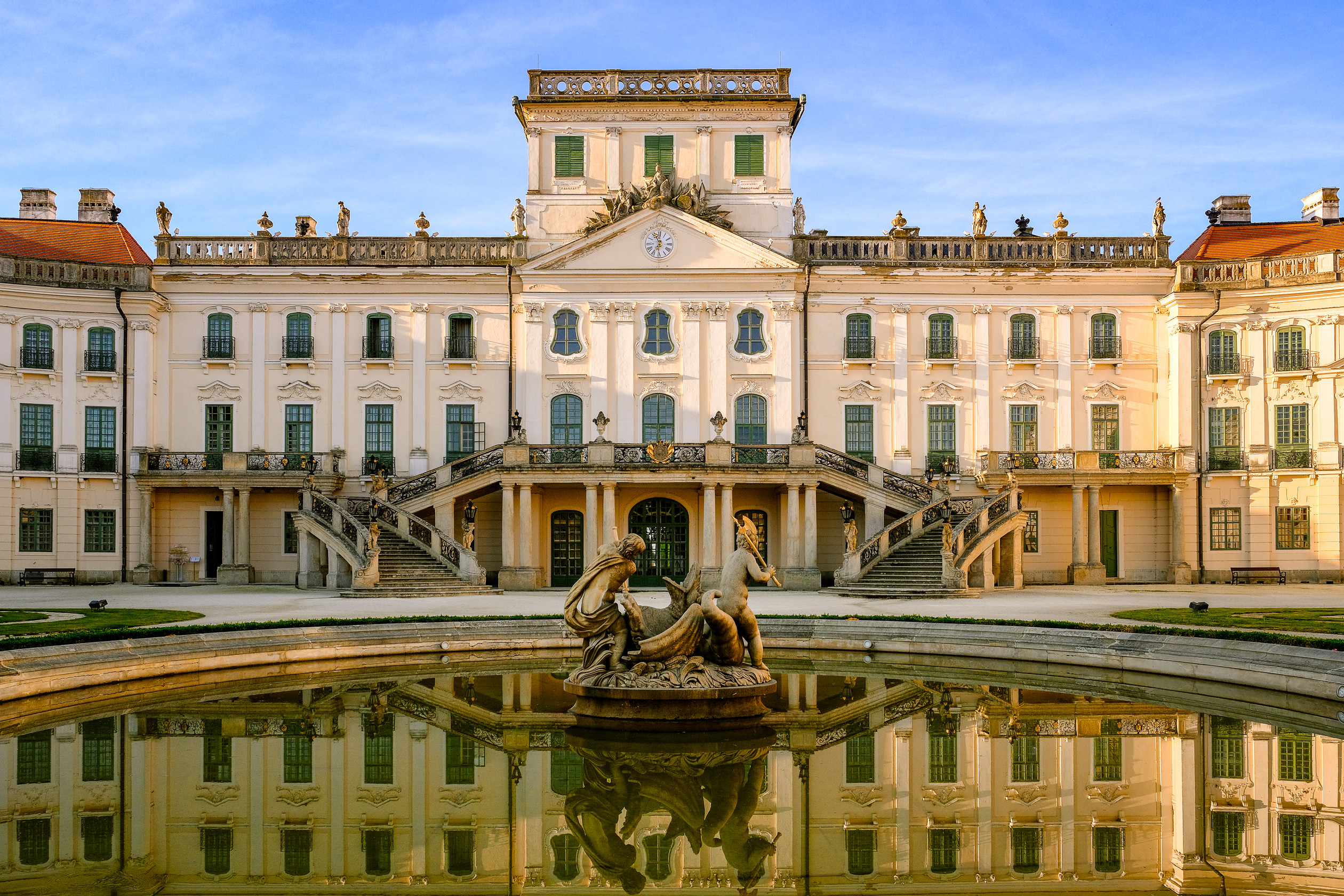
Schloss Eszterháza, die Ehrenhof-Freitreppe zeigt den Einfluss von Schönbrunn

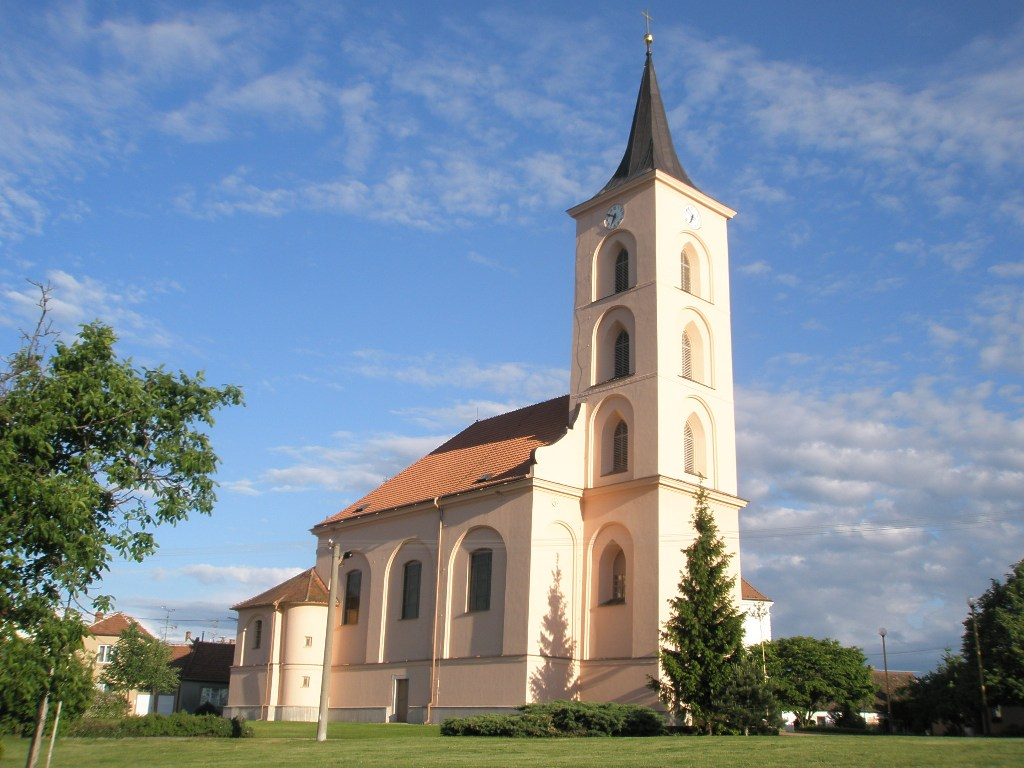
Kirche Mariä Geburt in Velké Bílovice

- Schloss Eszterháza in Fertőd, Ungarn

Schloss Eszterháza wurde von Fürst Nikolaus I. ausgebaut.
Nach einem Besuch 1764 im Schloss Versailles beauftragte der Fürst den Wiener Hofbaumeister Melchior Hefele mit der Planung des Schlosses in Fertőd am Neusiedlersee und Johann Ferdinand Mödlhammer mit dessen Ausführung.
Die Pläne für die Gebäude wurden zwischen 1762 und 1772 von Johann Ferdinand Mödlhammer erstellt, ab 1772 auch von Nicolaus Jacoby.
- Ehemaliges Esterházy-Schlössel in Frauenkirchen, Burgenland

Plan von Johann Ferdinand Mödlhammer, Profil und Grunt Rüß von Ebener Erden und Ersten Stock von dem Frau-Kürchner Schloß, um 1775. 43 x 34 cm. Handzeichnung, mehrfarbig handkoloriert.
- Waisenhaus am Rennweg, Wien

Neubau des Waisenhauses bis 1763 durch Matthias Franz Gerl, Baumeister Mödlhammer erweiterte durch den Zubau des westlichen Traktes am Rennweg.
- Kirche Mariä Geburt Velké Bílovice, Südmähren

Die spätbarocke Kirche mit gotischen Elementen in Velké Bílovice, Bezirk Břeclav wurde 1764/65 von Johann Ferdinand Mödlhammer erbaut.

## Der kaiserliche Steinbruch
Vor allem tragende Architekturteile wurden aus härtestem Kaiserstein gearbeitet, so ist die Zusammenarbeit mit Kaisersteinbrucher Steinmetzen dokumentiert.
- → Hauptartikel: „Kaiserstein für Fürst Paul II. Anton Esterházy de Galantha in Eisenstadt“ im Artikel Verwendung von Kaiserstein als Baumaterial
- → Hauptartikel: „Kaiserstein für Fürst Paul I. Esterházy, in seinem Palais in der Wallnerstraße“ im Artikel Verwendung von Kaiserstein als Baumaterial